# Immeldorf
Immeldorf is een plaats in de Duitse gemeente Lichtenau, deelstaat Beieren.